# Verwaltungsgemeinschaft Langer Berg
La Verwaltungsgemeinschaft Langer Berg est une communauté d'administration allemande qui regroupe 4 communes du land de Thuringe, dans l'arrondissement d'Ilm, au centre de l'Allemagne. En 2015, sa population est de 6 094 habitants.

## Source de la traduction
- (de) Cet article est partiellement ou en totalité issu de l’article de Wikipédia en allemand intitulé « Verwaltungsgemeinschaft Langer Berg » (voir la liste des auteurs).